# Koiluoto
Koiluoto – niezamieszkana wyspa na Morzu Bałtyckim. Wyspa rozdzielona jest rosyjsko-fińską granicą państwową. Wyspa ma około 200 m długości i 110 m szerokości.
Wyspa Koiluoto położona jest na Zatoce Virolahti, między wyspami Rääntiö a Bolszoj Pogranicznyj.
Na wyspie znajdują się dwa wzniesienia: 3,1 m n.p.m. oraz 2,9 m n.p.m. Głębokość morza u wybrzeży wyspy wynosi od 1,8 m od strony północno-zachodniej do 5,8 m od strony południowo-wschodniej.